# Jorge Pan
Jorge Alberto Pan (1954) is een Argentijnse backgammonspeler. Hij won in 2007 het 32e wereldkampioenschap backgammon dat dat jaar in Monte Carlo werd gehouden. Pan is de eerste Zuid-Amerikaan die de wereldtitel backgammon won.
Pan is advocaat en woont in Argentinië.